# Álvaro Rico Fernández
Álvaro Rico Fernández (Montevideo, 10 de febrero de 1953) es un doctor en filosofía, docente e investigador uruguayo.

## Biografía
Vivió en el barrio La Comercial durante su juventud. Militó en la Juventud del Partido Socialista del Uruguay y luego en la Unión de la Juventud Comunista y en el Partido Comunista de Uruguay, del que integró su Comité Central, al que luego renunciara.
Fue obligado al exilio apenas comenzado el año 1976. En primera instancia viajó a Buenos Aires y luego del golpe cívico-militar de Argentina ese mismo año, se instaló en la URSS. Regresó al país en 1985 con el retorno a la democracia.
Ingresó a la Facultad de Humanidades y Ciencias en 1973, donde cursó el primer año de la Licenciatura en Filosofía, que debió abandonar para marchar al exilio.
Culminó sus estudios de grado en el exilio, en la Universidad Estatal de Moscú, en la que se doctoró en 1985.
Al regreso del exilio revalidó su título de grado. En 2014, al amparo de la Ordenanza de expedición de título a personas que hayan cursado parte de su carrera fuera de la Udelar, solicitó la expedición del título de Licenciado en Filosofía.
En 1986 concursó por un cargo de ayudante grado 1 interino en la Facultad de Humanidades y Ciencias. Desarrolló su carrera como docente e investigador desde ese entonces en el Centro de Estudios Interdisciplinarios Uruguayos (CEIU), al que dirigió entre 2003 y 2010.
Sus intereses de investigación han girado en torno a la Historia política y la Historia reciente del Uruguay. Ha investigado y publicado, liderando distintos equipos de investigación, sobre la pasada dictadura cívico-militar y la crisis de la democracia; el golpe de Estado y la huelga general; ideología, discursos, memorias e imaginarios sociales en la historia reciente y actual del Uruguay; y los detenidos desaparecidos en la pasada dictadura. Esta última línea fue desarrollada mediante convenio con la Presidencia de la República, como coordinador del equipo de historiadores de la Secretaría de Derechos Humanos para el Pasado Reciente desde 2005.
Es responsable desde 1992 del curso de grado Introducción a la Ciencia Política de la Licenciatura en Historia de la FHCE. Además, fue docente de Historia de las Ideas, Historiología e Historia del Uruguay III. Ha dictado cursos de posgrado en el país y en el extranjero.
Es investigador activo nivel II del Sistema Nacional de Investigadores.
Fue consejero titular en el Consejo de la FHCE en el período 1997-2002. Desde 2007 fue miembro de la Asamblea del Claustro de la FHCE. Integró diversas comisiones de cogobierno de la FHCE.
Desde 2007 participó en la primera Comisión Directiva del Espacio Interdisciplinario en su etapa de instalación y consolidación.
Asumió funciones como decano de la Facultad de Humanidades y Ciencias de la Educación en julio de 2010, fecha en la que representa a la FHCE en el Consejo Directivo Central de la Universidad de la República.
Participó, entre otras en la comisión directiva del Espacio Interdisciplinario, la comisión mixta anep-Udelar (desde fines de 2010 hasta 2014), la comisión de Ley Orgánica durante 2011, el Consejo Ejecutivo Delegado y el Consejo Delegado de Gestión Presupuestal (2011-2013), el grupo coordinador del equipo «No a la baja» (2011 a la fecha), el grupo de trabajo del Congreso Nacional de Educación (2012-2013), la coordinación del Área Social durante 2013, el grupo de trabajo sobre la ley creación del iude (2012-2013) y, como suplente, la Comisión Programática Presupuestal y el Consejo Delegado Académico, todas en el ámbito de la Udelar.

## Publicaciones
- Rico, Álvaro y Duffau,  Nicolás (2012) El poder judicial bajo la dictadura, Montevideo, CIEJ-FHCE.
- Rico, Álvaro (2010). Recordar para pensar. Memoria para la democracia. La elaboración del pasado reciente en el Cono Sur de América Latina. Santiago de Chile: Ed. Santiago de Chile.
- Rico, Álvaro; Carlos Demasi, Aldo Marchesi, Vania Markarian y Jaime Yaffé (2009). Uruguay 1973-1985. La dictadura cívico-militar, Montevideo: Ediciones de la Banda Oriental.
- Rico, Álvaro (coord.) (2008a). Historia reciente, historia en discusión. Montevideo: Tradinco-Cruz del Sur.
- Rico, Álvaro (comp.) (2008b). Investigación histórica sobre la dictadura y el terrorismo de Estado en el Uruguay (1973-1985). Montevideo: Tradinco-Cruz del Sur.
- Rico, Álvaro (comp.) (2007). Investigación Histórica sobre Detenidos Desaparecidos, Montevideo: Presidencia de la República-Dirección Nacional de Impresiones y Publicaciones oficiales (Impo). [2]
- Rico, Álvaro; Carlos Demasi; Rosario Radakovich; Isabel Wschebor y Vanesa Sanguinetti (2005). 15 días que estremecieron al Uruguay: 27 de junio-11 de julio de 1973. Golpe de Estado y Huelga General. Montevideo: Fin de Siglo.
- Rico, Álvaro (2005). Cómo nos domina la clase gobernante. Orden político y obediencia social en la democracia posdictadura. Uruguay 1985-2005. Montevideo. Ediciones Trilce.
- Rico, Álvaro; Aldo Marchesi; Vania Markarian y Jaime Yaffé (2004). El presente de la dictadura. Estudios y reflexiones a 30 años el golpe de Estado en Uruguay. Montevideo: Ediciones Trilce.
- Demasi Carlos (coord.) (2004); Álvaro Rico; Oribe Cures y Rosario Radakovich. El régimen cívico-militar. Cronología comparada de la historia reciente del Uruguay (1973-1980). Montevideo: Fundación de Cultura Universitaria.
- Rico, Álvaro; Isabel Wschebor y Vanesa Sanguinetti (2003). La Universidad de la República. Desde el golpe de Estado a la intervención. Cronología de hechos, documentos y testimonios. Junio a diciembre de 1973. Montevideo: Librería de la FHCE.
- Rico, Álvaro (1995). Uruguay: Cuentas pendientes. Dictadura, memorias y desmemorias. Montevideo: Ediciones Trilce.
- Rico, Álvaro (1994). ¿Qué hacía Ud. durante el golpe de Estado y la huelga general? (Curiosidades de una épica uruguaya). Montevideo: Fin de Siglo.
- Rico, Álvaro (1989a). 1968. El liberalismo conservador. El discurso desde el Estado en la crisis. Montevideo: Ediciones de la Banda Oriental.
- Rico, Álvaro (1989b). La resistencia a la dictadura. Cronología documentada. (1973-1975). Montevideo: Editorial Problemas.
- Rico, Álvaro; Luis A. Senatore (1986). Bases de nuestro tiempo, n.º 11: Comparación entre capitalismo y socialismo.